# 山形県道43号余目加茂線
山形県道43号余目加茂線（やまがたけんどう43ごう あまるめかもせん）は、山形県東田川郡庄内町から鶴岡市に至る県道（主要地方道）である。

## 概要

### 路線データ
- 陸上距離：21.2 km[要出典]
- 起点：山形県東田川郡庄内町余目字三人谷地37番地3号先[要出典]
- 終点：山形県鶴岡市加茂字加茂77番地1号先[要出典]（加茂交差点=国道112号上）

## 歴史
- 1993年（平成5年）5月11日 - 建設省から、県道余目加茂線が余目加茂線として主要地方道に指定される[1]。

## 路線状況

### 重複区間
- 山形県道117号余目松山線（起点 - 同町余目土堤下）
- 山形県道33号庄内空港立川線（三川町押切新田 - 猪子）
- 国道112号（鶴岡市下川 - 鶴岡市加茂）

## 地理

### 通過する自治体
- 東田川郡
  - 庄内町
  - 三川町
- 鶴岡市

### 交差する道路
- 山形県道117号余目松山線・山形県道360号砂越余目線（起点、庄内町余目）
- 山形県道44号余目温海線（余目バイパス）（同町余目土堤下）
- 山形県道341号東沼長沼余目線（同町払田）
- 国道47号余目酒田道路（同町余目仲谷地、立体交差のみで直接接続なし）
- 山形県道359号家根合新堀線（同町家根合）
- 山形県道333号鶴岡広野線（三川町押切新田）
- 山形県道33号庄内空港立川線（三川町押切新田、猪子）
- 山形県道341号東沼長沼余目線（三川町東沼）
- 山形県道332号面野山鶴岡線（鶴岡市辻興屋）
- 山形県道38号酒田鶴岡線（鶴岡市辻興屋）
- 国道112号（鶴岡市下川）
- 国道112号、山形県道50号藤島由良線（鶴岡市加茂）